# Mini Mine Train
Mini Mine Train is een hybride kinder mijntreinachtbaan in Six Flags Over Texas in Arlington, Texas.

## Algemene Informatie
Deze kinderachtbaan is speciaal gebouwd voor families met kinderen die nog niet kunnen in de grotere achtbanen van het park. De Mini Mine Train moest in 1997 worden aangepast om de baan delen van Mr. Freeze naar hun plek te kunnen brengen.
Huidig:
Aquaman: Power Wave ·
Batman The Ride ·
Joker ·
Judge Roy Scream ·
Mini Mine Train ·
Mr. Freeze ·
New Texas Giant ·
Pandemonium ·
Runaway Mine Train ·
Runaway Mountain ·
Shock Wave ·
Titan  ·
Wile E. Coyote's Grand Canyon Blaster
Verdwenen:
Big Bend · 
Cucaracha ·
Flashback! ·
La Vibora